# 朴宜春
朴 宜春（パク・ウィチュン、박의춘、朴義春とも、1932年 - ）は、朝鮮民主主義人民共和国（北朝鮮）の外交官、政治家。

## 経歴
1932年生まれ。1980年代から駐アルジェリア大使。駐シリア大使など中東やアフリカ諸国で大使を歴任し、1998年～2006年9月まで駐ロシア大使を務めた。ロシア大使在任中は、金正日総書記のロシア訪問や、ウラジーミル・プーチン大統領の訪朝などの首脳外交を補佐した。最高人民会議代議員も務めている。
外務次官を経て、2007年1月の前任者白南淳の死去を受け、2007年5月に外務相に就任した。外務相就任後は、東南アジア諸国連合地域フォーラム（ARF）の閣僚会議などで北朝鮮代表を務めている。2008年にはイランを公式訪問する。2009年にはキューバを公式訪問する。2010年にはロシア、中国、ミャンマーを公式訪問する。2011年4月には訪朝したアメリカのジミー・カーター元大統領と会談した。2011年7月には東南アジア諸国連合地域フォーラム（ARF）で日本の松本剛明外務大臣が「日本人拉致問題」の早期解決を要求したが、北朝鮮の朴宜春外務相は「拉致問題は解決済み」と反論し従来の主張をくりかえした。
2014年4月9日に開かれた第13期最高人民会議第1回会議で外務相を解任された。